# Église Saints-Pierre-et-Paul de Wurtzbourg
Pour les articles homonymes, voir Église Saints-Pierre-et-Paul.
L'église Saints-Pierre-et-Paul est une église catholique dans le centre historique de la ville de Wurtzbourg en Allemagne.

## Histoire
La première église Saints-Pierre-et-Paul est une église romane construite au sud de la ville. Elle est remplacée par une église gothique.
De 1717 à 1720, une nouvelle construction baroque selon les plans de Joseph Greissing (de) intègre et change les tours romanes et le chœur gothique. Après la destruction en mars 1945, elle est restaurée totalement à l'extérieur et partiellement à l'intérieur avec l'ajout de pièces provenant d'autres sources.

## Architecture

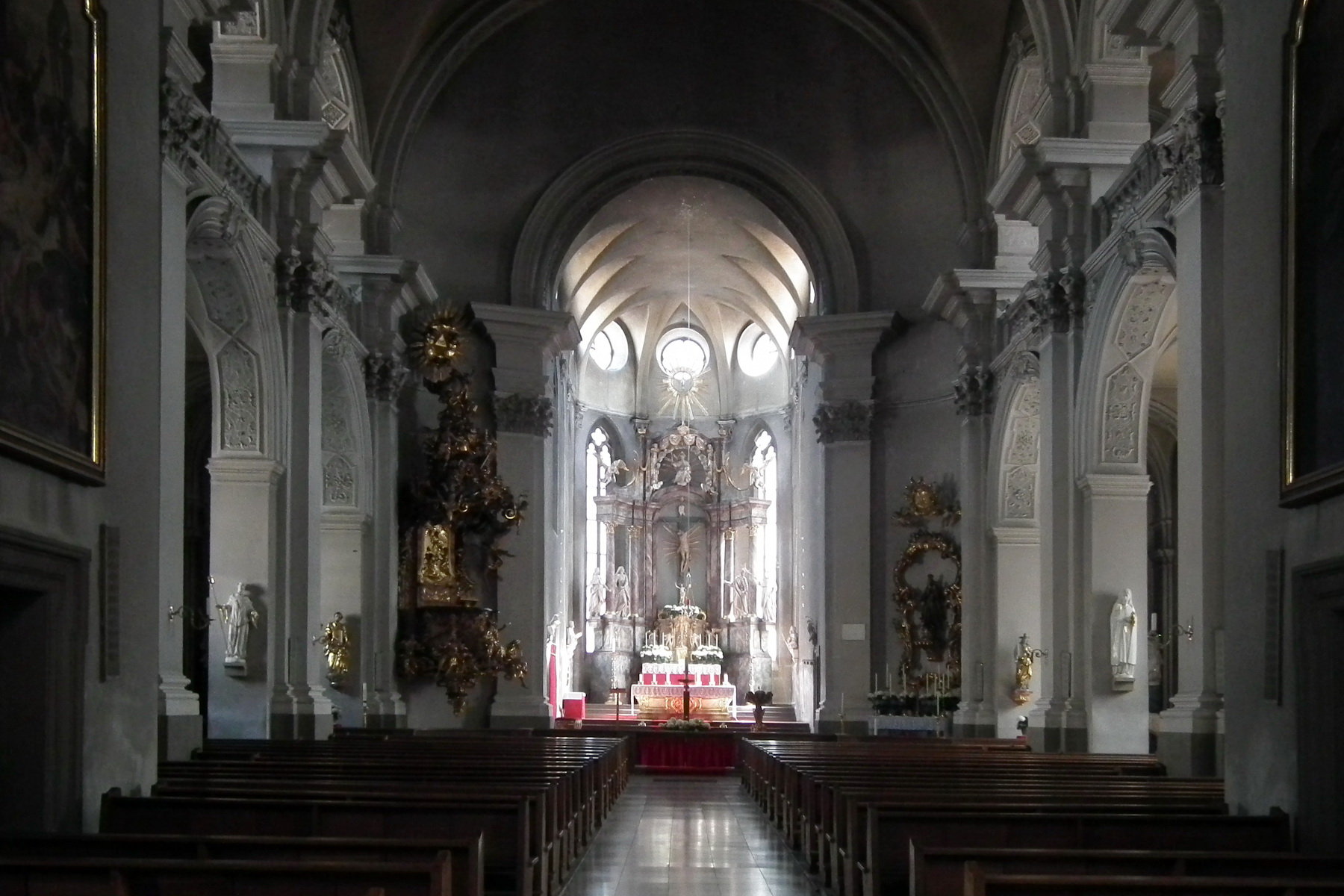
Intérieur de l'église

L'église Saints-Pierre-et-Paul de Wurtzbourg est construite selon un plan basilical avec des matroneums. Le chœur gothique devient des étages baroques. Les tours romanes, habillées de manière baroque, soutiennent la nouvelle façade de ce style devant elles. Cette façade à trois étages s'inspire du baroque romain avec des éléments de la Renaissance, de nombreuses statues de l'atelier de Johann Thomas Wagner (de).
Au cours du XVIIIe siècle sont installés deux retables d'Anton Clemens von Lüneschloß et des anges en stuc du sculpteur rococo Johann Wolfgang von der Auwera. L'autel Saint-Aquilin contient une statue et les reliques d'Aquilin de Milan. D'autres autels sont l'œuvre de Georg Schäfer.

## Source, notes et références
- (de) Cet article est partiellement ou en totalité issu de l’article de Wikipédia en allemand intitulé « St. Peter und Paul (Würzburg) » (voir la liste des auteurs).